# Cavedog Entertainment
Cavedog Entertainment est un éditeur de jeux vidéo basé à Bothell dans l'État de Washington, créé en 1995 en tant que filiale d'Humongous Entertainment. En 1996, GT Interactive Software rachète Humongous Entertainment. Plus tard, en 1999, GT Interactive Software est racheté par Infogrames Entertainment qui la renomme Infogrames Inc.. En 2000, la marque Cavedog est abandonnée et Cavedog Entertainment est déclaré en faillite.

## Description
Fondée en 1995 par Ron Gilbert et Shelley Day, Cavedog bénéficie d'une gloire fulgurante et d'une mort prématurée. En septembre 1997, Total Annihilation sort, et devient rapidement un jeu culte. Deux add-ons suivent rapidement (Total Annihilation: The Core Contingency puis Total Annihilation: Battle Tactics).
Deux ans après le succès retentissant de Total Annihilation, en juin 1999, Total Annihilation: Kingdoms est publié. Dès sa sortie, le nouveau volet de Total Annihilation est blâmé par la presse spécialisée et boudé par les joueurs. Le jeu ne répond pas aux attentes des fans et en mutijoueur les parties sont complètement déséquilibrées. Un add-on, Total Annihilation: The Iron Plague, sort en 2000 pour rectifier le tir et équilibrer les parties en réseau, mais c'est trop tard, le jeu reste un échec.
Le départ du développeur principal Chris Taylor après la sortie de Total Annihilation semble avoir scellé le sort de la société : Cavedog est liquidée pour raisons financières en 2000 peu après les annulations successives de tous les jeux en développement dans le studio.

## Jeux développés
- 1997 - Total Annihilation
- 1998 - Total Annihilation: The Core Contingency
- 1998 - Total Annihilation: Battle Tactics
- 1999 - Total Annihilation: Kingdoms
- 2000 - Total Annihilation: The Iron Plague
- Jamais sorti : Amen: The Awakening
- Jamais sorti : Elysium
- Jamais sorti : Good & Evil